# Обан
О́бан (англ. Oban, гэльск. An t-Òban, скотс Oban) — популярный город-курорт на западе Шотландии. Расположен в северной части округа Аргайл-энд-Бьют. Население составляет 8490 человек (2016).
Обан возник в конце XVIII века вокруг крупной винокурни — одного из основных производителей виски на западе Шотландии. Рядом проложен первый трансатлантический телефонный кабель. В 1895 г. началось строительство местной версии Колизея — так называемой башни Маккейга. У въезда в город интерес для туристов представляет средневековый замок Данолли.